# Fiat 8 HP
O Fiat 8 HP é um automóvel produzido pela fabricante italiana Fiat em 1901. O carro tem motor de 2 cilindros em linha com 8 cv e velocidade máxima de 45 quilômetros por hora.